# Александер фон Пфульштайн
Александер фон Пфульштайн (нім. Alexander von Pfuhlstein; 17 грудня 1899, Данциг — 20 грудня 1976, Бад-Гомбург) — німецький воєначальник, генерал-майор вермахту. Кавалер Лицарського хреста Залізного хреста.

## Біографія
Син генерала піхоти Франца Фрідріха фон Пфульштайна і його дружини Маргарити, уродженої баронеси фон Фабріс. Мати Александера була близькою подругою принцеси Аліси Гессен-Дармштадської, майбутньої російської імператриці Олександри Федорівни.
29 березня 1917 року вступив в Прусську армію і 14 грудня 1917 року зарахований в 4-й піший гренадерський полк. Учасник Першої світової війни, був поранений. Після війни залишений в рейхсвері. З 1 жовтня 1919 року служив в 29-му, потім в 9-му (Прусському) піхотному полку на різних посадах. З 1 січня 1929 року викладав в піхотному училищі Дрездена. 1 листопада 1933 року, перейшов в авіацію, проте 1 серпня 1935 року знову повернувся в піхоту. З 3 листопада 1938 по 10 січня 1940 року — 1-й офіцер Генштабу 19-ї, з 15 березня 1940 року — 58-ї піхотної дивізії, потім переведений в Східну Пруссію. З 29 липня 1941 року — командир 77-го піхотного полку 26-ї піхотної дивізії. З 2 березня по 1 травня 1942 року — командир 154-го піхотного полку 58-ї піхотної дивізії. Восени 1942 року залишив посаду, але пізніше повернувся. У січні 1943 року за наказом Вільгельма Кейтеля провів 8 днів під арештом за рукоприкладство по відношенню до головного судді 4-го повітряного флоту Манфреда Редера, який під час процесу у справі Ганса фон Донаньї назвав службовців загону «Бранденбург» боягузами. З 12 лютого 1943 року по 10 квітня 1944 року — командир дивізії «Бранденбург», з 9 травня по 6 червня 1944 року — 50-ї піхотної дивізії.
У липні 1944 року в ході пошуку в абвері учасників Липневої змови разом з Вільгельмом Канарісом і Гансом Остером був заарештований. 8 вересня 1944 року був свідком на суді над учасникам змови, але був позбавлений всіх звань і 14 вересня того ж року звільнений з вермахту. 2 квітня 1945 року взятий в полон союзниками у Вертгаймі.

## Сім'я
12 серпня 1930 року одружився з баронесою Гердою фон Фрідаг. В пари народились 6 дітей.

## Звання
- Фенріх (29 березня 1917)
- Лейтенант (14 грудня 1917)
- Оберлейтенант (1 квітня 1925)
- Гауптман (1 липня 1933)
- Майор (1 січня 1937)
- Оберстлейтенант (1 червня 1939)
- Оберст (1 лютого 1942)
- Генерал-майор (1 липня 1943)

## Нагороди
- Залізний хрест 2-го і 1-го класу
- Нагрудний знак «За поранення» в чорному
- Почесний хрест ветерана війни з мечами
- Медаль «За вислугу років у Вермахті» 4-го, 3-го і 2-го класу (18 років)
- Застібка до Залізного хреста
  - 2-го класу (21 вересня 1939)
  - 1-го класу (2 жовтня 1939)
- Німецький хрест в золоті (14 лютого 1942)
- Лицарський хрест Залізного хреста (17 серпня 1942)
- Медаль «За зимову кампанію на Сході 1941/42»